# SBTVD

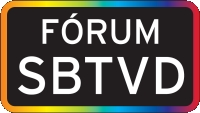
Logo

Sistema Brasileiro de Televisão Digital (SBTVD; deutsch Brasilianisches System für digitales Fernsehen), auch ISDB-Tb genannt, ist ein auf ISDB basierender Standard für Digitales Fernsehen. Er wurde am 2. Dezember 2007 gestartet.
Der Unterschied zu ISDB besteht in der Nutzung von MPEG-4 als Kompressionsverfahren, gegenüber MPEG-2 bei ISDB. ISDB-Endgeräte sind von der Hardware mit SBTVD-Endgeräten identisch; sie unterscheiden sich nur in der Software.

## Verbesserungen
MPEG-H Audio, HLG und SL-HDR1 wurden 2019 zu ISDB-Tb hinzugefügt.

## Zukunft
Eine neue terrestrische Version sollte 2020 vorgeschlagen und 2021 genehmigt werden.
Dies sollte 4K, 8K, HDR, HFR und immersives Audio unterstützen können.